# هاري مارشال
هاري مارشال (بالإنجليزية: Harry Marshall)‏ (16 فبراير 1905 في المملكة المتحدة - 9 مارس 1959 في المملكة المتحدة) هو لاعب كرة قدم بريطاني (وحمل سابقاً جنسية المملكة المتحدة لبريطانيا العظمى وأيرلندا) في مركز الهجوم. لعب مع بورت فايل وتوتنهام هوتسبير ونادي روتشديل ونادي ساوثبورت ونادي لينفيلد ونوتينغهام فورست ووولفرهامبتون واندررز ونادي كيدرمينستر هاريرز لكرة القدم وBrierley Hill Alliance F.C. ‏.